# Nora Polley
Nora Margaret Polley (* 29. Juli 1894 in Badaun; † 1988 in Leominster, Vereinigtes Königreich) war eine indische Tennisspielerin.

## Karriere
Polley wurde 1894 in Badaun geboren. 1901 zog sie mit ihrer Familie nach Schottland, wo sie 1911 die Hillcote Boarding School besuchte. 1915 heiratete sie Sydney Trepess Polley, einen Offizier der indischen Armee, der 1918 zum Major befördert wurde. Im Jahr 1924 nahm sie an den Olympischen Spielen in Paris teil – sie wurde somit die erste Frau, die Indien bei Olympischen Spielen vertrat. Hier erreichte sie im Einzel sowie im Mixeddoppel gemeinsam mit Sydney Jacob jeweils das Achtelfinale. Später im selben Jahr nahm sie an einigen Wettbewerben im Süden Englands teil – so unter anderem am Tunbridge Wells Tournament, Hastings Tournament und den South of England Championships.